# When Saints Go Machine
When Saints Go Machine er en dansk elektro-popgruppe fra København. Gruppen består af fire medlemmer: Silas Moldenhawer (trommer), Jonas Kenton (synth, vokal), Simon Muschinsky (keys) og Nikolaj Manuel Vonsild (vokal). Moldenhawer og Kenton er også kendt fra deres sideløbende projekt, Kenton Slash Demon. Projektets rytmiske electro-housemusik adskiller sig fra When Saints Go Machines mere soulede lyd.
When Saints Go Machine blev dannet i 2007, og debuterede med deres selvbetitlede Ep i 2008. I maj 2009 udgav de deres debutalbum Ten Makes a Face. Deres mest populære numre er "Fail Forever", "You or The Gang" og "Kids on Vacation".
Gruppen fik prisen P3 Talentet, ved P3 Guld 2008.
I 2010 åbnede gruppen Orange Scene på Roskilde Festival.
When Saints Go Machine skrev kontrakt med det tyske pladeselskab !K7 Records i oktober 2010 med henblik på udgivelser udenfor Skandinavien.
16. maj 2011 udgav gruppen deres andet studiealbum, Konkylie. Albummets folkelige hit kom med singleudgivelsen "Kelly", mens numre som "Church and Law" og "Add Ends" har været anmeldernes favoritter. Albummet er nemlig blevet godt modtaget af kritikerne både i Danmark og i udlandet. Bandet har med opfølgeren forladt de mere upbeat, dansegulvsvenlige electro-popsange og bevæget sig over i en højstemt melankolsk lyd. Konkylie modtog i november 2016 guld for 10.000 solgte eksemplarer.
Ved uddelingen af Årets Steppeulv 2012 modtog When Saints Go Machine prisen som "Årets Producer". 
I 2012 vandt de også prisen som "Årets gruppe" ved Danish Music Awards. 

## Diskografi

### Studiealbum
- Ten Makes a Face (2009)
- Konkylie (2011)
- Infinity Pool (2013)
- So Deep (2019)
- Emotional (2021)

### EP'er
- When Saints Go Machine (2008)
- Fail Forever (2009)
- It's A Mad Love (2018)

### Singler
- "Kids On Vacation" (2008)
- "Fail Forever" (2009)
- "Armed (Disarmed)" (2010)
- "Kelly" (2011)
- "Terminal One" (2011)
- "Hos mig igen" (featuring Coco O.) (2012)
- "Mannequin" (2012)
- "Iodine" (2013)
- "Order" (2013)
- "Zero Frame" (2018)
- "ArrowThroughSkinOutOfBlueSky (2018)
- "So Deep" (2019)
- ”Gone” (2023)